# Antropofàgia

Gravat de 1596 que il·lustra tradicions de canibalisme al Brasil.

L'antropofàgia és l'habitud d'humans de menjar carn humana. La paraula prové del grec Άνθρωπος, anthropos, «humà», i φαγία, phagia «acció de menjar». En certes societats humanes primitives tenia per finalitat adquirir algunes de les qualitats –intel·ligència, vista, rapidesa, força, etc– de l'individu sacrificat. Quasi sempre feia part d'un ritual particular i no de la dieta normal. En la mitologia grega, un dels famosos treballs d'Hèracles va ser robar les eugues de Diomedes, les quals eren antropòfagues. En la societat moderna és extremament rara, sigui en casos de follia, sigui en casos d'extrema necessitat en què està en joc la pròpia supervivència.
S'ha de distingir dels animals carnívors que mengen altres animals o humans, segons llur capacitat de caça. No hi ha cap carnívor que menja per se humans.